# Hieracium melanops
Hieracium melanops es una especie de planta con flor del género Hieracium, de la familia Asteraceae, orden Asterales.

## Distribución
Hieracium melanops se distribuye por Austria, Francia, Alemania, Italia y Suiza.

## Taxonomía
Fue descrita científicamente por Arv.-Touv.